# 시노자키촌
시노자키촌(篠崎村)은 도쿄부 미나미카쓰시카군에 설치되었던 촌이다.